# Solegnathus robustus
Solegnathus robustus es una especie de pez de la familia Syngnathidae en el orden de los Syngnathiformes.

## Morfología
Los machos pueden alcanzar 35 cm de longitud total.

## Reproducción
Es ovovivíparo y el macho transporta los huevos en una bolsa ventral, la cual se encuentra debajo de la cola.

## Hábitat
Es un pez de mar y de clima templado  que vive entre 42-68 m de profundidad.

## Distribución geográfica
Es un endemismo del sur de Australia.